# Monochaetum tenellum
Monochaetum tenellum är en tvåhjärtbladig växtart som beskrevs av Charles Victor Naudin. Monochaetum tenellum ingår i släktet Monochaetum och familjen Melastomataceae. Inga underarter finns listade i Catalogue of Life.